# ボブ・ニューハート
ボブ・ニューハート（Bob Newhart, 1929年9月5日 - 2024年7月18日）は、アメリカ合衆国のコメディアン、俳優、声優である。

## 来歴

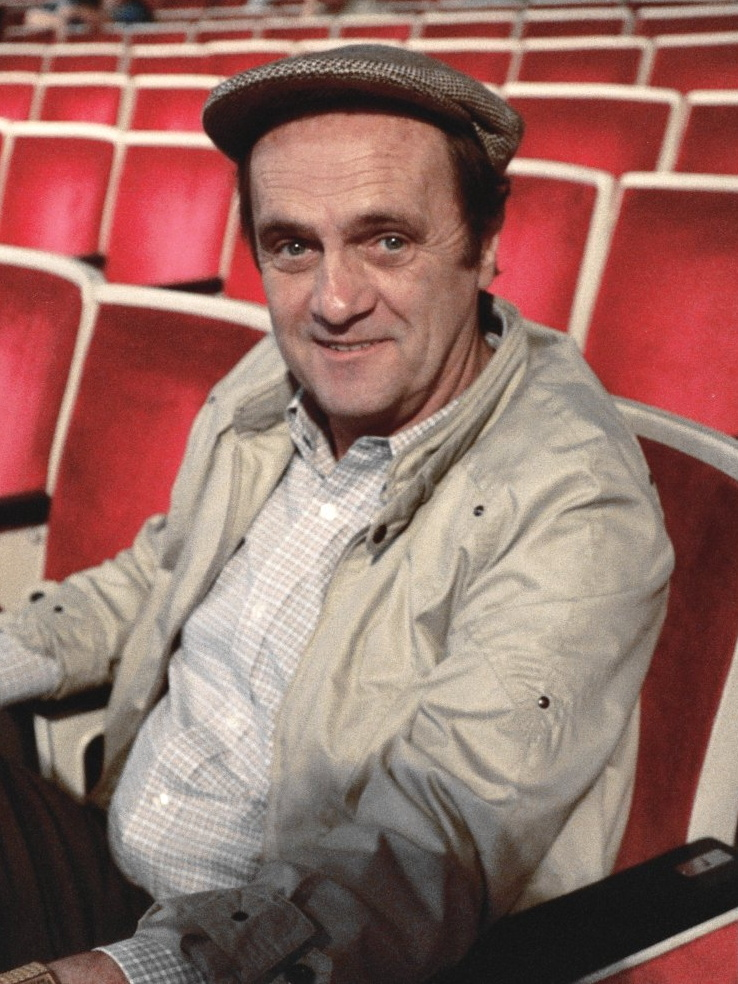
ボブ・ニューハート（1987年）

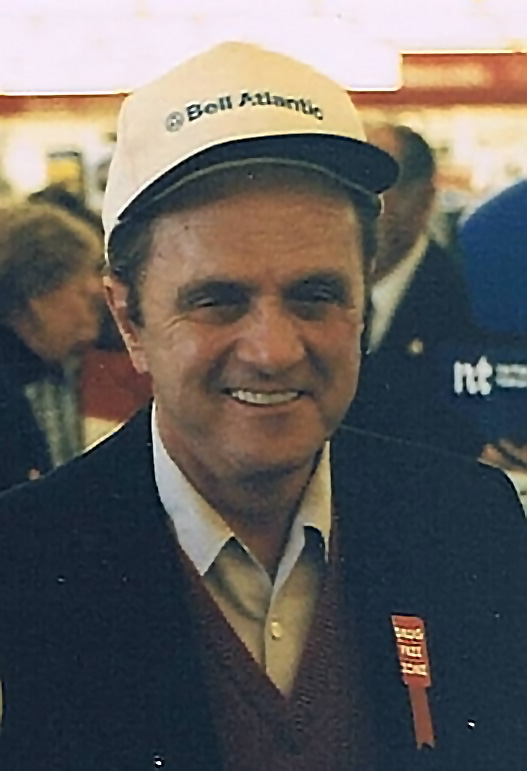
ボブ・ニューハート（1991年）

1929年、イリノイ州オークパークに生まれる。両親はアイルランド系の家系で、カトリック系の学校へ進み、シカゴにあるロヨラ大学で経営を学んだ。その後、アメリカ軍へ従軍し朝鮮戦争に出兵した。
退役後は会計士としての仕事を得たが、独自のコメディセンスを活かし、スタンダップコメディアンとして活動を始める。コメディアルバムレコードもリリースし、徐々に人気が高まっていった。コメディアルバムの売り上げは好成績を記録し、1961年にはグラミー賞を獲得している。
コメディアンとしての才能を買われ、同年、NBC製作による自身の冠番組『ボブ・ニューハート・ショー』でテレビ界にも進出。同年、スティーヴ・マックイーンが主演する戦争ドラマ『突撃隊』で映画デビューも果たす。その後も着々とキャリアを重ね、数々の映画やテレビドラマ、『サタデー・ナイト・ライブ』などの人気バラエティ番組などに出演。コメディアンとしても俳優としても地位を確立した。
1999年、ロサンゼルスハリウッドのハリウッド・ウォーク・オブ・フェイムにその名が刻まれる。2013年には、ゲスト出演した『ビッグバン★セオリー/ギークなボクらの恋愛法則』での演技が認められ、自身初となるエミー賞テレビドラマシリーズ部門ゲスト男優賞を受賞した。
2024年7月18日の朝、ロサンゼルスの自宅で病死した。94歳没。

## 出演作品

### 映画
- 突撃隊 Hell Is for Heroes (1962)
- 晴れた日に永遠が見える On a Clear Day You Can See Forever (1970)
- キャッチ=22 Catch-22 (1970)
- タバコのなくなる日 Cold Turkey (1971)
- Little Miss Marker (1980)
- イン&アウト In & Out (1997)
- キューティ・ブロンド/ハッピーMAX Legally Blonde 2: Red, White & Blonde (2003)
- エルフ 〜サンタの国からやってきた〜 Elf (2003)
- ライブラリアン 伝説の秘宝 The Librarian: Quest for the Spear (2004)
- ライブラリアン キング・ソロモンの呪文 The Librarian: Return to King Solomon's Mines (2006)
- ライブラリアン ユダの聖杯伝説 The Librarian: Curse of the Judas Chalice (2008)
- モンスター上司 Horrible Bosses (2011)

### アニメ映画
- ビアンカの大冒険 The Rescuers (1977)
- ビアンカの大冒険 ゴールデン・イーグルを救え! The Rescuers Down Under (1990)

### テレビドラマ
- ヒッチコック劇場 The Alfred Hitchcock Hour (1963)
- ニューハート Newhart (1982-1990)
- ボブ Bob (1992-1993)
- TVキャスター マーフィー・ブラウン Murphy Brown (1994)
- ER緊急救命室 ER (2003)
- デスパレートな妻たち Desperate Housewives (2005)
- NCIS 〜ネイビー犯罪捜査班 Navy NCIS: Naval Criminal Investigative Service (2010)
- ビッグバン★セオリー/ギークなボクらの恋愛法則 The Big Bang Theory (2013-2018)
- ヤング・シェルドン Young Sheldon (2017-2020)

### テレビアニメ
- ザ・シンプソンズ The Simpsons (1996)

### バラエティ番組
- ボブ・ニューハート・ショー The Bob Newhart Show (1972-1978)
- サタデー・ナイト・ライブ Saturday Night Live (1995)